# Lago Huilipilún
El Lago Huilipilún es un lago de Chile, ubicado en la Región de la Araucanía en la comuna de Villarrica. Está ubicado a unos 16 kilómetros de la ciudad de Villarrica. Desagua en el río Toltén a través de su emisario el río Pedregoso (Toltén).

## Hidrografía
Su desagüe es a través del río Pedregoso.

## Historia
Luis Risopatrón lo describe brevemente en su Diccionario Jeográfico de Chile de 1924:
Huilipilun (Lago) 39° 09' 72° 10'. Es de mediana estension i desagua hácia el S al rio Pedregoso, de la márjen N del curso superior del Tolten. 156; i 166: i Pichi-Lafquen en 61, CX, p. 426 mapa.

## Población, economía y ecología
El acceso público estuvo cerrado durante un largo período, por la contaminación y destrozos que causaban los visitantes, pero se reabrió en diciembre del año 2019. La orilla del lago no es propiamente una playa, su espacio es bastante reducido.